# Moneem
Het moneem is een grammaticale eenheid die door André Martinet geïntroduceerd werd als alternatief voor het morfeem van het Amerikaanse distributionalisme; als dusdanig komt het overeen met de kleinst mogelijke betekenisdragende eenheid.
Traditioneel beschouwde de morfologie het morfeem als kleinste eenheid, dat wil zeggen, dàt deeltje van een uitdrukking dat enkel nog kan worden opgesplitst in fonemen, de verschillende klanken waaruit woorden zijn samengesteld en die op zichzelf, afgezien van hun contrastieve waarde, geen betekenis hebben. Op een niveau hoger dan het zuiver fonotactische, met name dus op semantisch niveau, bevindt zich de kleinste eenheid van een uitdrukking die iets aan de betekenis bijdraagt. Hierbij manifesteert zich evenwel een aantal structurele problemen. Ver- is zo bijvoorbeeld een morfeem dat, als prefix in het Nederlands, de terminaliteit of veranderende zin van een werkwoord aanduidt; maar in het geval van vergeten werkt deze analyse al niet meer: geten op zich betekent niets, zodat vergeten niet uit drie maar uit slechts twee morfemen bestaat (-en is een morfeem dat de infinitief uitdrukt). Daarnaast zijn er talen die morfemen naar believen aanpassen naargelang van de fonologische context, zonder dat een wezenlijk betekenisverschil in het morfeem optreedt. In het Schots-Gaelisch, bijvoorbeeld:
- Chunnaic mi ur mathair an-dè. (Ik zag gisteren uw/jullie moeder.)
- Chunna mi do mhathair an-dè. (Ik zag gisteren jouw moeder.)

Er is geen enkel semantisch verschil tussen chunnaic en chunna, en het onderscheid tussen mathair (/'ma:hir/) en mhathair (/'va:hir/) wordt door de keuze van het bezittelijk voornaamwoord bepaald en ontspruit dus niet aan het morfeem zelf: zodoende heeft het evenmin zin te beweren dat mathair de „neutrale“ vorm zou zijn, vermits het morfeem dat op geen enkele wijze stipuleert.
Om aan deze bezwaren tegemoet te komen, verving Martinet het morfeem door het moneem: onafhankelijk van zijn uiterlijke verschijningsvormen, kan (althans in de door ons aangehaalde talen) moeder namelijk probleemloos als kleinste eenheid worden beschouwd, die dan afhankelijk van de syntactische omgeving specifieke fonotactische en morfologische varianten kan aannemen. Het moneem is, met andere woorden, een van de semantische tegenhangers van het morfeem.
Martinet onderscheidt:
- autonome monemen (bijvoorbeeld water)
- predicatieve monemen (bijvoorbeeld is)
- niet-autonome monemen (bijvoorbeeld ver-)
- functionele monemen (bijvoorbeeld naamvalsuitgangen)

De eenheid moneem geniet onder functionele linguïsten soms wel de voorkeur ten opzichte van het formalistisch gefundeerde morfeem.

## Verwante begrippen
Een moneem is eigenlijk hetzelfde als een semeem. Deze laatste eenheid wordt echter op een andere manier gedefinieerd en omschreven, namelijk met behulp van semen. In tegenstelling tot een moneem speelt een semeem geen of vrijwel geen rol in de morfologie, maar wel in de semantiek.